# 沖土居稔
沖土居 稔（おきどい みのる、1965年2月7日 - ) は、日本の元ラグビー選手。ポジションはウイング。広島県出身。

## 来歴
広島工業大学付属工業高等学校⇒福岡工業大学出身。福岡工業大学で全国大学ラグビーフットボール選手権大会に出場し、卒業後はサントリーに入社し、全国社会人ラグビーフットボール大会に出場。
1987年には日本代表のキャップを獲得し、ワールドカップではシドニーでのオーストラリア戦にて40mドロップゴールを決める。同年11月に東京で行われたオールブラックス戦が最後の代表キャップとなったが、この試合で日本唯一のトライを決めた。大学日本代表や九州代表にも選ばれている。
後にリーグに転向し、2002年6月のアメリカ戦でリーグ代表初キャップ獲得、長岡法人に次いで2人目のユニオン・リーグ双方で日本代表キャップ獲得となった。また、2003年6月のアメリカ戦にも出場したため、日本代表キャップは２。